# Hur mycket jag än tar finns alltid lite kvar
Hur mycket jag än tar finns alltid lite kvar är ett album från 2006 av den svenska popgruppen Raymond & Maria.

## Låtlista
1. Dikter på fel sätt
2. Storstadskvinnor faller ner och dör
3. Jag läste om någon som stal en bil
4. Hur andra människor bor
5. Väntar
6. Kärlek 1
7. Du letar i bilen
8. Någonting på NK
9. Varför ska vi göra allt igen
10. Prins Carl Philip

## Listplaceringar
| Lista (2006) | Topplacering |
| ------------ | ------------ |
| Sverige      | 31           |

### Fotnoter
1. ↑  ”Listplacering”. http://swedishcharts.com/showitem.asp?interpret=Raymond+%26+Maria&titel=Hur+mycket+jag+%E4n+tar+finns+alltid+lite+kvar&cat=a. Läst 2 maj 2011.